# Chula Vista, California
Chula Vista este un oraș din comitatul San Diego, statul  California,  Statele Unite ale Americii.

## Clima
| Date climatice pentru Chula Vista, California (1981−2010 normals) | Date climatice pentru Chula Vista, California (1981−2010 normals) | Date climatice pentru Chula Vista, California (1981−2010 normals) | Date climatice pentru Chula Vista, California (1981−2010 normals) | Date climatice pentru Chula Vista, California (1981−2010 normals) | Date climatice pentru Chula Vista, California (1981−2010 normals) | Date climatice pentru Chula Vista, California (1981−2010 normals) | Date climatice pentru Chula Vista, California (1981−2010 normals) | Date climatice pentru Chula Vista, California (1981−2010 normals) | Date climatice pentru Chula Vista, California (1981−2010 normals) | Date climatice pentru Chula Vista, California (1981−2010 normals) | Date climatice pentru Chula Vista, California (1981−2010 normals) | Date climatice pentru Chula Vista, California (1981−2010 normals) | Date climatice pentru Chula Vista, California (1981−2010 normals) |
| Luna                                                              | Ian                                                               | Feb                                                               | Mar                                                               | Apr                                                               | Mai                                                               | Iun                                                               | Iul                                                               | Aug                                                               | Sep                                                               | Oct                                                               | Nov                                                               | Dec                                                               | Anual                                                             |
| ----------------------------------------------------------------- | ----------------------------------------------------------------- | ----------------------------------------------------------------- | ----------------------------------------------------------------- | ----------------------------------------------------------------- | ----------------------------------------------------------------- | ----------------------------------------------------------------- | ----------------------------------------------------------------- | ----------------------------------------------------------------- | ----------------------------------------------------------------- | ----------------------------------------------------------------- | ----------------------------------------------------------------- | ----------------------------------------------------------------- | ----------------------------------------------------------------- |
| Maxima medie °F (°C)                                              | 68.5 (20,3)                                                       | 68.1 (20,1)                                                       | 68.1 (20,1)                                                       | 69.4 (20,8)                                                       | 70.1 (21,2)                                                       | 72.0 (22,2)                                                       | 75.9 (24,4)                                                       | 77.8 (25,4)                                                       | 78.0 (25,6)                                                       | 75.7 (24,3)                                                       | 71.8 (22,1)                                                       | 67.4 (19,7)                                                       | 71,9 (22,2)                                                       |
| Minima medie °F (°C)                                              | 45.8 (7,7)                                                        | 47.5 (8,6)                                                        | 50.3 (10,2)                                                       | 53.0 (11,7)                                                       | 57.5 (14,2)                                                       | 60.6 (15,9)                                                       | 64.5 (18,1)                                                       | 65.6 (18,7)                                                       | 63.2 (17,3)                                                       | 57.9 (14,4)                                                       | 50.2 (10,1)                                                       | 45.3 (7,4)                                                        | 55,1 (12,8)                                                       |
| Precipitații inches (mm)                                          | 1.87 (47.5)                                                       | 2.30 (58.4)                                                       | 1.70 (43.2)                                                       | 0.66 (16.8)                                                       | 0.09 (2.3)                                                        | 0.06 (1.5)                                                        | 0.03 (0.8)                                                        | 0.01 (0.3)                                                        | 0.14 (3.6)                                                        | 0.49 (12.4)                                                       | 0.98 (24.9)                                                       | 1.31 (33.3)                                                       | 9,64 (244,9)                                                      |
| Nr. de zile cu precipitații (≥ 0.01 in)                           | 5.0                                                               | 6.6                                                               | 5.6                                                               | 3.1                                                               | 0.7                                                               | 0.5                                                               | 0.3                                                               | 0.3                                                               | 0.6                                                               | 1.9                                                               | 3.3                                                               | 4.5                                                               | 32,4                                                              |
| Sursă: NOAA                                                       |                                                                   |                                                                   |                                                                   |                                                                   |                                                                   |                                                                   |                                                                   |                                                                   |                                                                   |                                                                   |                                                                   |                                                                   |                                                                   |